# Distretto di Konolfingen
Il distretto di Konolfingen è stato uno dei 26 distretti del cantone di Berna in Svizzera. Confinava con i distretti di Berna, di Burgdorf e di Trachselwald a nord, di Signau a est, di Thun a sud e di Seftigen a ovest. Il comune di Schlosswil era il capoluogo del distretto. La sua superficie era di 214 km² e contava 30 comuni.
I suoi comuni sono passati alla sua soppressione al Circondario amministrativo di Berna-Altipiano svizzero.

## Comuni
- CH-3112 Allmendingen
- CH-3508 Arni
- CH-3507 Biglen
- CH-3674 Bleiken bei Oberdiessbach
- CH-3533 Bowil
- CH-3671 Brenzikofen
- CH-3510 Freimettigen
- CH-3506 Grosshöchstetten
- CH-3510 Häutligen
- CH-3671 Herbligen
- CH-3629 Kiesen
- CH-3510 Konolfingen
- CH-3434 Landiswil
- CH-3673 Linden
- CH-3532 Mirchel
- CH-3110 Münsingen
- CH-3504 Niederhünigen
- CH-3672 Oberdiessbach
- CH-3504 Oberhünigen
- CH-3531 Oberthal
- CH-3629 Oppligen
- CH-3113 Rubigen
- CH-3082 Schlosswil
- CH-3502 Tägertschi
- CH-3083 Trimstein
- CH-3512 Walkringen
- CH-3114 Wichtrach
- CH-3076 Worb
- CH-3532 Zäziwil

### Divisioni
- 1980: Schlosswil → Oberhünigen, Schlosswil
- 1993: Rubigen → Allmendingen, Rubigen, Trimstein

### Fusioni
- 1818: Diessbach, Glasholz → Diessbach (dal 1870 Oberdiessbach)
- 1887: Hauben, Oberdiessbach → Oberdiessbach
- 1887: Ausserbirrmoos, Barschwand, Schönthal → Ausserbirrmoos
- 1933: Gysenstein, Stalden im Emmental → Konolfingen
- 1945: Ausserbirrmoos, Innerbirrmoos, Otterbach → Linden
- 2004: Niederwichtrach, Oberwichtrach → Wichtrach